# 火影忍者疾風傳劇場版：失落之塔
《火影忍者疾風傳劇場版 失落之塔》是《火影忍者疾風傳》電影系列的第四部，於2010年7月31日開始在日本戲院正式上映。

## 故事大綱
由於在火之國的木葉忍者村接受了第五代火影─綱手所指派的任務，鳴人、小櫻、佐井和大和一行人來到了名為「樓蘭」的廢墟，並和在此地企圖奪取「龍脈」力量的百足流氓的傀儡軍團戰鬥，在此時，百足先行一步將封印「龍脈」之力的封印式吞噬，並產生極強大的力量，在這力量當中，鳴人和大和兩人因而捲入時空的漩渦當中，並同時失去了意識。
轉眼間，場景回到20年前，此時的「樓蘭」（西域古国名，在今新疆罗布泊西北岸），是個高塔林立，位於沙漠中央的一座大城。鳴人醒來之後，發現自身居然身處異地，就在此刻，傀儡兵團再次襲來，且力量顯得更強，即便鳴人開始學習如何使用此次任務特別賦予的忍具─「查克拉刀」(此種忍具能夠在僅需耗費極少查克拉於忍具上時，便能輕易斬斷操縱傀儡必需的查克拉線，對於此次任務來說極為重要。)，鳴人以寡敵眾，始終不敵傀儡兵團的能力，就在鳴人被雷射光砲射穿左腿並有生命危險時，一位同樣有著黃色金髮，戴著面具，以異常快速的移動方式躲避了傀儡兵團，鳴人因此被救了起來，那位戴著面具的黃髮青年和同樣兩名忍者一同組成一小隊，那名青年告訴鳴人他們同樣也是木葉忍者。
而替鳴人包紮完傷口後，命令鳴人離開「樓蘭」，並等他們的任務結束之後再來慢慢洽談，但鳴人沒有聽取勸告，仍遊盪在這個城市，就在此時，鳴人看見大城下方眾人歡呼此城市的女王，女王正在教堂裡悼念母親，此時大臣安祿山勸告女王出去接受人民的愛戴，女王在高樓陽台上招手時，突然間從背後被人推了一把，而陽台前的地板鬆軟並崩塌，女王就這樣摔了下去，在鳴人看見的那一瞬間，鳴人立即前去搶救，得知女王名為薩拉，此時戴著面具的三人小隊前來，場景轉至某棟建築物裡的一條走廊內，此時黃髮的面具男子回想起他在執行此任務前，木葉忍者村的情形：「一樂拉麵於今日開張，門口大排長龍，少年阿凱、少女靜音以及少年阿斯瑪三人正在排著隊伍，而自來也給湊見識螺旋丸，此時波風湊、油女志瀰、秋道丁座和旗木卡卡西被年輕的第三代火影指派前往「樓蘭」保護女王陛下，於是踏上了旅程，湊在即將抵達時指派卡卡西一項特殊的任務，此後卡卡西並未和三位戴著面具的男子同行。」
場景轉回，三人同時拆下了面具，輪到鳴人和三人訴說未來的事情，湊給予鳴人飛雷神苦無，並要求鳴人保護薩拉，鳴人得知六年前還有一個從未來來的男子名為百足(由於那時的百足吞噬了封印式並獲得龍脈的力量，伴隨時空漩渦而回到比鳴人更早的六年前，並化名安祿山，表面上愛好和平，卻暗中使用人民的力量來製作戰爭用的傀儡兵器，企圖將忍者五大國一同併吞)，而薩拉被百足蒙騙因而對鳴人和湊的話不以為然，薩拉決定親自證明她口中的「安祿山」是清白的......

## 同時上映
NARUTO微風傳：魔神、鳴人與三個願望
卡卡西舉辦了一場烤肉派對！
參加者有與鳴人同期的忍者們。
就當鳴人找著烤肉調味料的當兒，
竟意外地發現了一個茶壺，
并且還飛出來了一名自稱【燈神】的東西！
說能實現眾人的任何三個愿望。
半信半疑的鳴人一眾，竟然將愿望都用在了一些無聊的事情上！
在見識了燈神之壺的力量後，又再浪費了兩個願望之後一場爭奪戰在此展開了！
在最後的最後 實現第三個愿望的卻是卡卡西的烏龍..

## 配音
- 漩渦鳴人：竹内順子（日）／蔣篤慧（台）／雷碧娜（港）
- 春野櫻：中村千繪（日）／丘梅君（台）／鄭麗麗（港）
- 祭：日野聰（日）／郭馨雅（台）／曹啟謙（港）
- 大和：小山力也（日）／林協忠（台）／潘文柏（港）
- 百足（安陸山）：大友龙三郎（日）／陳幼文（台）／陳廷軒（港）

過去
- 波風湊：森川智之（日）／林協忠（台）／劉奕希（港）

將來的第四代火影，漩渦鳴人的父親。
- 秋道丁座：福田信昭（日）／陳幼文（台）／蕭徽勇（港）
- 油女志彌：濱田賢二（日）／陳幼文（台）／馮錦堂（港）
- 薩拉：早見沙織（日）／林凱羚（台）／黃昕瑜（港）

樓蘭國的女王，本篇劇場版女主角。對鳴人抱持好感，劇場版末尾將鳴人贈送的苦無隨身攜帶並在臨終前將之交給自己的親生女兒。她的女兒在故事的最後有出現。
- 旗木卡卡西（少年期）：田村睦心（日）／郭馨雅（台）／林芷筠（港）
- 阿凱：（少年期）牧口真幸（日）／丘梅君（台）／鄧港文（港）
- 綱手：勝生真沙子（日）／丘梅君（台）／許盈（港）
- 靜音：根本圭子（日）／郭馨雅（台）／陸惠玲（港）
- 猿飛蒜山：柴田秀勝（日）／林協忠（台）／陳永信（港）
- 猿飛阿斯瑪（少年期）：瀧本富士子（日）／張裕東（港）
- 自來也：大塚芳忠（日）／陳幼文（台）／招世亮（港）

## 主題曲
- 「if」

歌:西野加奈
作詞：Kana Nishino & GIORGIO13
作曲・編曲：GIORGIO CANCEMI

## 中間插曲
- ひかりにわ

歌: 早見沙織 冬馬由美
作詞・作曲・編曲：美咲ひいろ

## 制作
- 原作：岸本斉史
- 監督：村田雅彦
- 脚本：武上純希
- 角色设计：西尾鉄也
- 音楽：高梨康治 、刃-yaiba-

與第三部劇場版相同，此次劇場版將由曾參與制作過《屍姬 赫》《屍姬玄》等作品的むらた雅彥擔任監督，人物設計則是一直擔任火影劇場作畫的西尾鐵也負責，音樂同樣由高梨康治、刃（-yaiba-）兩位老伙計出任。

## 外部連結
- （日語）官方網站

| Animax 星期日 23:00－25:00 節目 | Animax 星期日 23:00－25:00 節目             | Animax 星期日 23:00－25:00 節目 |
| ------------------------------- | ------------------------------------------- | ------------------------------- |
|                                 | 火影忍者劇場版：失落之塔 （2016年12月25日） |                                 |
| 一拳超人 重播                   | —                                           |                                 |